# Auguste Descarries
Auguste Descarries, né à Lachine, le 26 novembre 1896, et décédé à Montréal le 4 mars 1958, est un organiste, pianiste, compositeur et professeur québécois.
Auguste Descarries est un musicien québécois dont le nom mérite d’être intégré à l’histoire musicale du Québec pour ses œuvres et pour son engagement dans le milieu culturel de son temps. En tant que pianiste, il s’inscrit dans le courant de l’école allemande représentée par les deux grands pédagogues du XIXe siècle, Franz Liszt et Teodor Leszetycki. Comme compositeur, il est l’héritier de la tradition beethovénienne défendue par de nombreux compositeurs russes issus des conservatoires impériaux de Saint-Pétersbourg et de Moscou, dont Léon et Jules Conus, Georges Catoire, Alexandre Glazounov et Nikolaï Medtner,.

## Biographie
Auguste Descarries est né dans une famille aisée et instruite. Son père, Joseph Adélard Descarries, est avocat, député conservateur (provincial et fédéral) et maire de Lachine. Sa mère, Célina-Elmire Lepailleur, a étudié avec Victoria Cartier, pédagogue, pianiste et organiste (notamment à l’église Saint-Viateur d'Outremont). En 1921, Auguste Descarries épouse Marcelle Létourneau. De cette union naîtront trois enfants : Michel, Laurent et Francine. 

### Études
Auguste Descarries est l’un des rares musiciens québécois à avoir fait des études classiques à l'époque, d’abord au collège Saint-Laurent, puis au collège Sainte-Marie. Il entreprend un cours de droit à l’Université de Montréal tout en poursuivant ses études musicales en piano, en orgue et en composition avec les maîtres du temps, dont Hector (Jean) Dansereau, Arthur Letondal, Rodolphe Mathieu et Alfred Laliberté, son mentor principal, qui fut l’élève de Paul Lutzenko, assistant de Teodor Leszetycki. Descarries a également pu découvrir les œuvres de ces derniers grâce aux six concerts dirigés à Montréal entre 1915 et 1919 par Modeste Altschuler. 
En 1921, il obtient le Prix d’Europe. À son arrivée à Paris, il s'inscrit d'abord à l'École normale de musique. Le directeur de la section piano de l’ÉNMP, Isidore Philipp, dirige le jeune candidat québécois vers le pianiste russe Léon Conus, élève de Paul Pabst, qui lui-même avait étudié avec Liszt. Conus n’enseigne que quelques mois à l’ÉNMP, puis en 1923, il participe à la fondation du Conservatoire russe de Paris. Après avoir suivi des cours d’orgue avec Marcel Dupré, de piano avec Alfred Cortot et d’écriture avec Georges Dandelot et Laurent Cellier, Descarries quitte donc l’École normale pour prendre des leçons particulières auprès du pianiste Conus et, durant six mois, avec le compositeur russe d’origine française Georges Catoire qui séjourne à Paris de janvier à juin 1923. La même année, Descarries est bénéficiaire d'une bourse de l'Académie de musique du Québec qui lui permettra de poursuivre sa formation en composition et en écriture, notamment en contrepoint et fugue avec Alice Pelliot. Au cours de cette période, il rencontre plusieurs autres musiciens russes dont les frères de Léon Conus, Jules, violoniste, et Georges, théoricien, ainsi que Sergueï Rachmaninov, Nikolaï Medtner, Alexandre Glazounov et le pianiste et chef d’orchestre Alexandre Ziloti, autre élève de Liszt.
Selon la musicologue Marie-Thérèse Lefebvre, « Tous ces musiciens que fréquente Descarries sont de la même génération et partagent la même vision de l'art musical, influencée par la beauté de la musique religieuse orthodoxe, et très éloignée de l'orientation moderne que représentent alors Igor Stravinsky et Serge Prokofiev ». Vers la fin de son séjour parisien, soit le 27 février 1929, Auguste Descarries offre son premier récital public à la salle du Conservatoire, lequel sera suivi de six autres concerts. Il revient à Montréal le 16 décembre suivant.

### Carrière
Au moment de son installation à Montréal au début de 1930, Descarries rencontre plusieurs embûches. D’une part, l’arrivée du cinéma parlant et la crise économique provoquée par le krach d’octobre 1929 touchent de plein fouet le milieu musical et, en particulier, le Conservatoire national de musique qui tente de revivre sous la direction d’Eugène Lapierre et auquel se joint Descarries à titre de professeur de piano. 
C’est donc dans un milieu relativement difficile que Descarries amorce sa carrière de pianiste en offrant, en 1930, une série de 23 récitals, dont le premier a lieu le 20 janvier à l’Hôtel Windsor. Il amorce, le 8 mars 1931, une seconde tournée avec un récital au His Majesty’s. Par la suite, il s’oriente vers le répertoire de musique de chambre et fonde la Société de musique Euterpe qui présentera une série de concerts radiophoniques de 1933 à 1935.
Comme pédagogue, il enseigne au Conservatoire national de musique (CNM) durant deux ans, puis chez les Sœurs de Sainte-Anne à Lachine et chez les Sœurs de la Présentation-de-Marie à Saint-Hyacinthe, parallèlement aux cours particuliers qu’il donne à son propre studio. Professeur attentif aux besoins de ses élèves, il fonde en 1945 L’Entraide de l’École Auguste Descarries afin de les encourager à se produire régulièrement en public. Après avoir vainement tenté d’obtenir le poste de Léo-Pol Morin (décédé accidentellement en mai 1941) à l’École supérieure de musique d’Outremont, il devient professeur au nouveau Conservatoire de musique du Québec en 1943.Au nombre de ses élèves, mentionnons Gaston Allaire, Lise Deschamps, Jean Deslauriers, Ève Gagnier, Fernand Graton, Samuel Levitan, Marcelle Martin et Gilles Potvin.
Durant ces mêmes années, il est conférencier et chroniqueur à La Quinzaine musicale (journal du CNM), La Lyre, La Revue moderne et Opinions, et il signe onze articles dans La Province en 1937. Sa carrière prend un tournant en 1938 : il interprète son concerto pour piano et orchestre intitulé Rhapsodie canadienne avec la Société des concerts symphoniques de Montréal et, après avoir occupé durant quelque temps le poste d'organiste à l’église Saint-Germain, il est nommé maître de chapelle à l’église Saint-Viateur-d’Outremont. Au fil de ses 20 années de service à la tribune, malgré la présence d’organistes attitrés, il ne se privera pas d’offrir à l’occasion, à la sortie des offices religieux, des improvisations qui suscitent l’admiration. Un ami de collège, René Guénette, se souvient de ces qualités d’improvisateur alors que Descarries était jeune étudiant :

« Sur le petit orgue de la belle église des Jésuites de la rue Bleury, Auguste Descarries jouait déjà magnifiquement. Ses accompagnements à la grand-messe et aux vêpres du dimanche étaient toujours liturgiques et beaux. Ceux des cantiques à la messe quotidienne étaient plus fantaisistes, mais leur originalité ne nuisait ni à leur mesure, ni à leur richesse, ni à leur piété. Les entrées, les offertoires, les marches jaillissaient souvent de l’inspiration du jeune musicien. Une forte personnalité caractérisait déjà ces élans de jeunesse »

— René Guénette, Le Canada, 21 janvier 1930, p. 4.
Non seulement composera-t-il de nombreuses œuvres religieuses, mais il sera également sollicité pour plusieurs postes administratifs. Il participe notamment aux jurys des Prix d’Europe et au comité, formé par le Secrétaire de la province Albiny Paquette, chargé d’étudier l’état de l’enseignement de la musique au Québec. De 1938 à 1941, il est vice-président de la Commission diocésaine de musique sacrée et président de l’Académie de musique du Québec. À la fondation de la Faculté de musique de l’Université de Montréal en 1950, il est nommé vice-doyen. Quelques années plus tard, le 8 mars 1956, Descarries offre un récital d’adieu à l'Auditorium du Plateau dans un programme comprenant des œuvres de Bach, Chopin, Debussy, Franck, Medtner et Rachmaninov ainsi que deux de ses compositions, Aubade et Sarcasme.

## Œuvre
Comme compositeur, Descarries a écrit de nombreuses œuvres dont environ la moitié avant 1935. Seules quelques-unes ont été éditées ou interprétées en concert. Dans les documents déposés au Service des archives de l’Université de Montréal, on trouve la presque totalité de ses manuscrits : une vingtaine d'œuvres vocales, dont Trois poèmes de Marceline Desbordes-Valmore publiés aux Éditions du Nouveau Théâtre Musical (NTM 1960) et En sourdine (texte de Paul Verlaine), mélodie éditée par la défunte Société pour le patrimoine musical canadien en 1992 ; une vingtaine d’œuvres pour piano parmi lesquelles la Toccata a été publiée chez BMI en 1963 et Aubade et Sarcasme au Nouveau Théâtre Musical en 2015 (NTM 1964), tandis que Mauresque, Serenitas et la grande Sonate en sol mineur font partie d'un programme d'édition en cours ; une quinzaine d'œuvres instrumentales, dont quelques pièces de genre, telle la Complainte d'après « Un Canadien errant », une Suite pour onze instruments et surtout la Rhapsodie canadienne « créée sur deux thèmes folkloriques, Marianne s’en va-t-au moulin et Isabeau s’y promène. L'œuvre est un véritable concerto pour piano et orchestre, qui est créé en 1936 par le pianiste américain Helmut Baerwald sous la direction de Wilfrid Pelletier à la tête de la Société des concerts symphoniques de Montréal ». Enfin, un Quatuor avec piano, laissé inachevé, a été complété par Aleksey Shegolev en 2014, et joué pour la première fois par le pianiste Paul Stewart aux côtés d'Anne Robert, violon, Victor Fournelle-Blain, alto, et Chloé Dominguez, violoncelle à la Salle Bourgie du Musée des beaux-arts de Montréal en octobre 2015. 
À titre de maître de chapelle, Descarries a composé plusieurs œuvres religieuses : retenons un Hosanna à saint Viateur, créé en 1947 pour souligner le centenaire de l’arrivée de la communauté des Clercs de Saint-Viateur au Québec, un Magnificat, édité chez BMI en 1961 et une Messe des morts éditée aux Éditions du NTM en 2013. Les principales œuvres sacrées de l'artiste ont fait l'objet d'une première gravure aux Éditions Outremontaises (2012) et d'un premier enregistrement réalisé pour l'étiquette Espace 21 en novembre 2012. Selon Marie-Thérèse Lefebvre, « les pièces gravées laissent entrevoir l'influence de la musique russe, par les harmonies, l'homophonie des voix, l'utilisation des basses sous forme de bourdon et la lenteur du mouvement des lignes vocales qui donne une profondeur sonore et invite au recueillement ».
Pour une liste complète des œuvres d'Auguste Descarries, consulter le site de l'ADMAD.

### Reconnaissance et diffusion de l'œuvre
Enfin, grâce aux démarches de l’organiste Hélène Panneton, Auguste Descarries est finalement reconnu, de manière posthume, comme compositeur agréé au Centre de musique canadienne (juin 2013). Depuis sa fondation en 2012, l'Association pour la diffusion de la musique d'Auguste Descarries (ADMAD) a pour mission de faire reconnaître sa remarquable contribution à la vie musicale québécoise entre 1930 et 1960.  
Une rue de Boucherville, en banlieue de Montréal et un parc de la Ville de Lachine sur l'île de Montréal portent son nom.

### Catalogues de partitions
Source : Centre de musique canadienne, www.centremusique.ca :

#### Musique instrumentale
- Berceuse pour quatuor à cordes (copie de manuscrit)
- Complainte d'après « Un Canadien errant » pour trio (copie de manuscrit)
- Esquisse sur « Vive la Canadienne » pour trio (copie de manuscrit)
- Fantaisie pour quatuor à cordes (copie de manuscrit)
- Il y avait une fois pour trio (copie de manuscrit)
- Mélodie pour orgue, Le Patrimoine musical canadien

#### Mélodies
- En sourdine pour soprano et piano

#### Œuvre sacrée
- Magnificat pour 4 voix égales a capella, ou avec orgue

#### Piano
- Aveu, dédié à Arthur Letondal (copie de manuscrit)
- Trois Études (copie de manuscrit)
- Mauresque (copie de manuscrit)
- Nostalgie (copie de manuscrit)
- Sarcasme (copie de manuscrit)
- Serenitas (vers 1930, copie de manuscrit) (OCLC 936836306)
- Sonate (été 1953, copie de manuscrit) (OCLC 936836307)
  - I. Allegro patetico
  - II. Élégie
  - III. Toccata
- Toccata en Fa (copie des éditions BMI 1963) (OCLC 869052706)

#### Éditions Outremontaises
Source : « Descarries, Auguste » (partitions libres de droits), sur l'IMSLP (IMSLP)

##### Orgue
- Mélodie pour orgue (1921)

##### Piano
- Mon beau rêve
- Mauresque (1933)
- Sonate pour piano en sol mineur (1953)

##### Musique de chambre
- Berceuse pour quatuor à cordes
- Élégie, pour violon et piano
- Mon lac, pour violoncelle et piano

##### Mélodies
- En sourdine pour voix aiguë ou voix grave et piano
- Je bénis le hasard pour voix aiguë ou voix grave et piano

##### Œuvres sacrées
- Ave Maria, pour soprano et orgue
- Ave Maria pour 3 voix égales a capella
- Hosanna à Saint-Viateur pour chœur mixte et orgue
- Improperium, pour basse et orgue
- Messe brève pour chœur à 3 voix égales avec ou sans orgue
- Offertoire du Mercredi des Cendres (Exaltabo te), pour ténor et orgue
- Ô Marie, conçue sans péché pour 3 voix égales avec orgue
- O Salutaris, pour ténor et orgue
- Panis angelicus de Paul Fauchey, pour soprano et orgue : arrangement pour chœur à 4 voix égales d’Auguste Descarries (accompagnement de la 2e partie du solo)
- Pie Jesu, pour mezzo-soprano et orgue

#### Éditions du Nouveau Théâtre Musical
Source : www.laplanteduval.com
- Aubade et Sarcasme pour piano / NTM 1964 (OCLC 1036185406)
- Messe des Morts pour chœur à 3 voix égales, 3 solistes et orgue / NTM 1962 (OCLC 881609500)
- Trois Poèmes de Marceline Desbordes-Valmore, pour voix aiguë ou voix grave et piano / NTM 1960 (OCLC 977766305)
  - Où vas-tu ?
  - Crois-moi
  - L'image dans l'eau

Autre source : Division de la gestion de documents et des archives – Université de Montréal

## Discographie
- Œuvres sacrées pour chœur, solistes et orgue : Messe des morts, Messe brève, Motets… - Stéphanie Lessard, soprano ; Claudine Ledoux, mezzo-soprano ; Philippe Gagné, ténor ; Vincent Ranallo, baryton ; Normand Richard, baryton-basse ; Hélène Panneton, orgue ; Les Filles de l'île ; Les Chantres musiciens, dir. Gilbert Patenaude (novembre 2012, Société métropolitaine du disque/Espace 21) (OCLC 903569313)
- Aubade : musique pour piano - Janelle Fung, piano (2019, Centrediscs Records) (OCLC 1128680085)
- Musique de chambre et mélodies - Pierre Rancourt, baryton ; Victor Fournelle-Blain, alto ; Éliane Charest-Beauchamp, second violon ; Trio Hochelaga : Anne Robert, violon ; Dominique Beauséjour-Ostiguy, violoncelle ; Jimmy Brière, piano (septembre 2019, Atma) (OCLC 1149151152)
- Souvenirs d'Auguste Descarries : Isabelle David, piano (2022, Leaf Music)